# Kromosom 3
Kromosom 3 är ett av de tjugotre kromosomparen hos människan. Människor har normalt två kopior av denna kromosom. Kromosom 3 har 198 miljoner baspar och 1100 proteinkodande gener